# 坂本 (大津市)
坂本（さかもと）は、滋賀県大津市の町名、地区名。延暦寺および日吉大社の門前町（鳥居前町）として古くから栄えた。現行行政町名では坂本一丁目から坂本八丁目が置かれているほか、広義の坂本には町名変更前の所属であった坂本本町や隣接する下阪本なども含まれる。

## 概要
坂本は大津市北部にある地域である。日吉大社参道の両側には比叡山の隠居した僧侶が住む里坊が並び、穴太衆積み（穴太積みとも）と呼ばれる石垣が街路を形成している。戦国時代には三好長慶に敗れた室町幕府12代将軍足利義晴・13代将軍足利義輝と細川晴元らが都落ちしてこの地に逃れ（後に朽木村へ移動）、安土桃山時代には明智光秀により坂本城が築城されたが、本能寺の変や続く山崎の戦い後に明智秀満が城に火を放った。
また、坂本では銅銭の鋳造が行われ、江戸時代初期には京銭と呼ばれる流通銭の鋳造が行われて、オランダの商人からは「サカモト」という通称で呼ばれて日本から中国や東南アジアに輸出された。そこに目をつけた江戸幕府も坂本に銭座を設けて京銭に代わる寛永通宝を発行している。
坂本の町並みは地域的特色を顕著に示しているものとして、種別「里坊群」「門前町」で重要伝統的建造物群保存地区として選定されているほか、2004年（平成16年）6月15日、歴史的風土保存区域に指定された。
現在の町名としての「坂本」は、西に隣接し旧滋賀郡坂本村大字坂本を引き継いだ大津市坂本本町より1988年（昭和63年）住居表示施行によって分立したものである。

## 歴史

### 沿革
現行行政町名としての「坂本一-八丁目」の沿革である。坂本地域としての歴史については「坂本本町」、「坂本村 (滋賀県)」も参照のこと。
- 1889年（明治22年）4月1日 - 町村制施行により滋賀郡坂本村と穴太村（自然村）の2村が合併し坂本村が発足。坂本村は坂本村大字坂本となる。
- 1951年（昭和26年）4月1日 - 坂本村は大津市に編入合併。同日坂本村は廃止[8]。坂本村大字坂本は大津市坂本本町となる[1]。
- 1988年（昭和63年）2月15日 - 住居表示実施により坂本本町の一部が坂本一-八丁目および日吉台二丁目となる[1]。

## 重要伝統的建造物群保存地区データ
- 名称 - 大津市坂本
- 種別 - 里坊群・門前町
- 伝統的建造物及び環境物件の特定数
  - 建築物120
  - 工作物118
- 選定基準 - （三）伝統的建造物群及びその周囲の環境が地域的特色を顕著に示しているもの
- 所在地 - 滋賀県大津市坂本
- 面積 - 28.7ヘクタール
- 保存地区決定年月日 -  1997年4月18日（大津市条例に基づき決定）
- 保存計画策定年月日 - 1997年5月15日（大津市策定）
- 選定年月日 - 1997年10月31日

### 地区内の主な名所・旧跡
- 日吉大社 - 境内は国の史跡、国宝建造物2棟、重要文化財建造物17棟3基
- 延暦寺坂本里坊庭園 - 国の名勝
  - 雙厳院庭園
  - 宝積院庭園
  - 滋賀院門跡庭園 - 延暦寺の本坊で、江戸時代末まで天台座主の居所であった。庭園は、小堀遠州作と伝えられる
  - 佛乗院庭園
  - 旧白毫院庭園
  - 旧竹林院庭園
  - 蓮華院庭園
  - 律院庭園
  - 実蔵坊庭園
  - 寿量院庭園
- 日吉東照宮 - 権現造の発祥。関西の日光。
- 慈眼堂 - 徳川三代に仕えた慈眼大師天海を祀る廟所。

## 世帯数と人口
2019年（平成31年）4月1日現在の世帯数と人口は以下の通りである。
| 丁目       | 世帯数    | 人口     |
| ---------- | --------- | -------- |
| 坂本一丁目 | 539世帯   | 1,199人  |
| 坂本二丁目 | 524世帯   | 1,269人  |
| 坂本三丁目 | 1,068世帯 | 2,534人  |
| 坂本四丁目 | 248世帯   | 544人    |
| 坂本五丁目 | 329世帯   | 613人    |
| 坂本六丁目 | 703世帯   | 1,493人  |
| 坂本七丁目 | 787世帯   | 1,668人  |
| 坂本八丁目 | 397世帯   | 841人    |
| 計         | 4,595世帯 | 10,161人 |

### 人口の変遷
国勢調査による人口の推移。
| 1995年（平成7年）  | 10,312人 | [ 9 ]  |  |
| 2000年（平成12年） | 10,233人 | [ 10 ] |  |
| 2005年（平成17年） | 10,233人 | [ 11 ] |  |
| 2010年（平成22年） | 10,022人 | [ 12 ] |  |
| 2015年（平成27年） | 10,001人 | [ 13 ] |  |

### 世帯数の変遷
国勢調査による世帯数の推移。
| 1995年（平成7年）  | 3,166世帯 | [ 9 ]  |  |
| 2000年（平成12年） | 3,326世帯 | [ 10 ] |  |
| 2005年（平成17年） | 3,326世帯 | [ 11 ] |  |
| 2010年（平成22年） | 3,642世帯 | [ 12 ] |  |
| 2015年（平成27年） | 3,886世帯 | [ 13 ] |  |

## 学区
市立小・中学校に通う場合、学区は以下の通りとなる。
| 丁目       | 番・番地等         | 小学校             | 中学校             |
| ---------- | ------------------ | ------------------ | ------------------ |
| 坂本一丁目 | 1番、15番 16番10号 | 大津市立唐崎小学校 | 大津市立唐崎中学校 |
| 坂本一丁目 | その他             | 大津市立坂本小学校 | 大津市立日吉中学校 |
| 坂本二丁目 | 全域               | 大津市立坂本小学校 | 大津市立日吉中学校 |
| 坂本三丁目 | 全域               | 大津市立坂本小学校 | 大津市立日吉中学校 |
| 坂本四丁目 | 全域               | 大津市立坂本小学校 | 大津市立日吉中学校 |
| 坂本五丁目 | 全域               | 大津市立坂本小学校 | 大津市立日吉中学校 |
| 坂本六丁目 | 全域               | 大津市立坂本小学校 | 大津市立日吉中学校 |
| 坂本七丁目 | 全域               | 大津市立坂本小学校 | 大津市立日吉中学校 |
| 坂本八丁目 | 全域               | 大津市立坂本小学校 | 大津市立日吉中学校 |

## 交通

### 鉄道
- JR西日本湖西線 - 比叡山坂本駅
- 京阪石山坂本線 - 坂本比叡山口駅、松ノ馬場駅
- 比叡山鉄道（坂本ケーブル） - ケーブル坂本駅

### 道路
- 国道161号
- 琵琶湖西縦貫道路 - 国道161号バイパス（西大津バイパス、湖西道路）

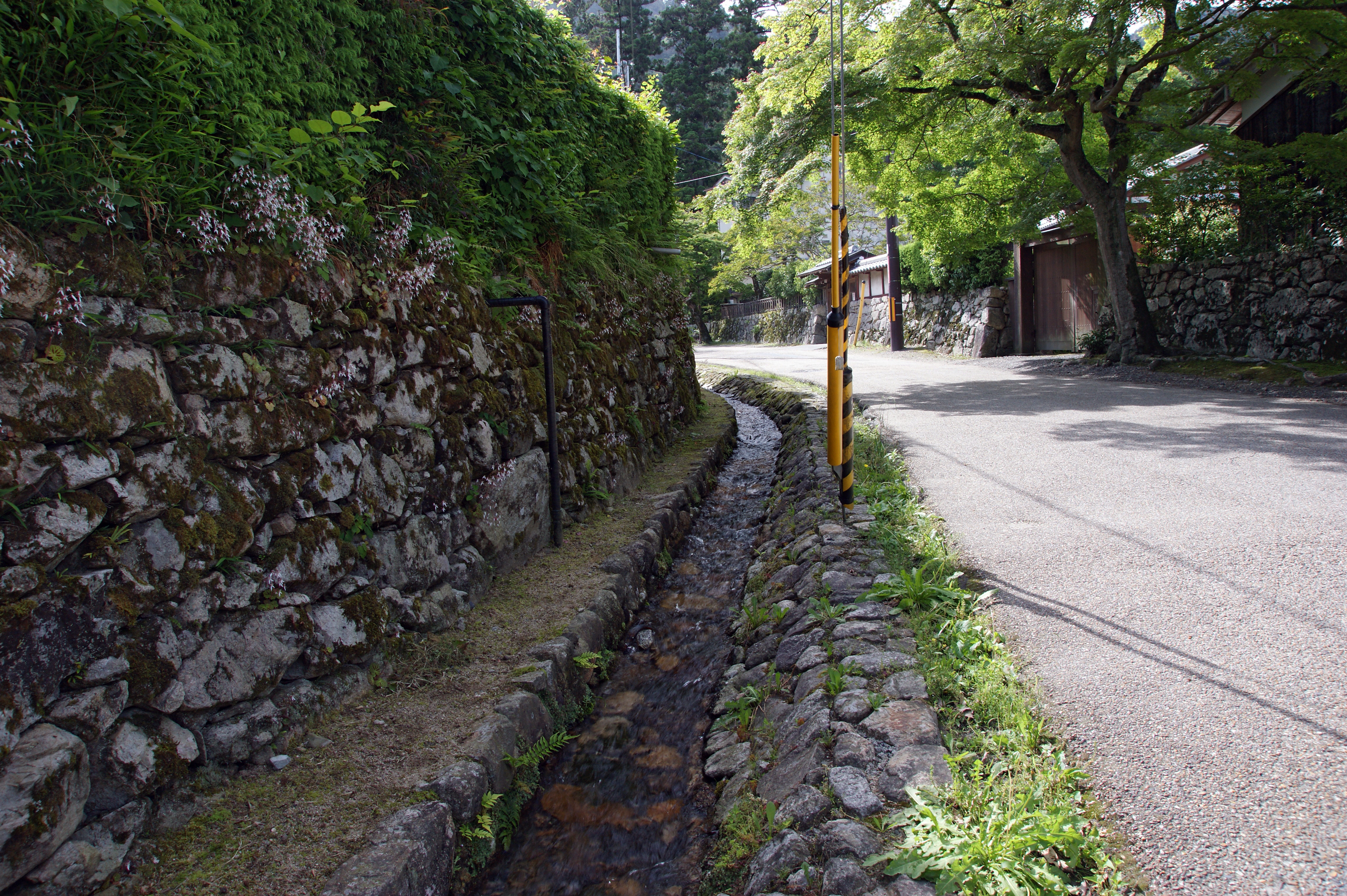
伝統的建造物群保存地区
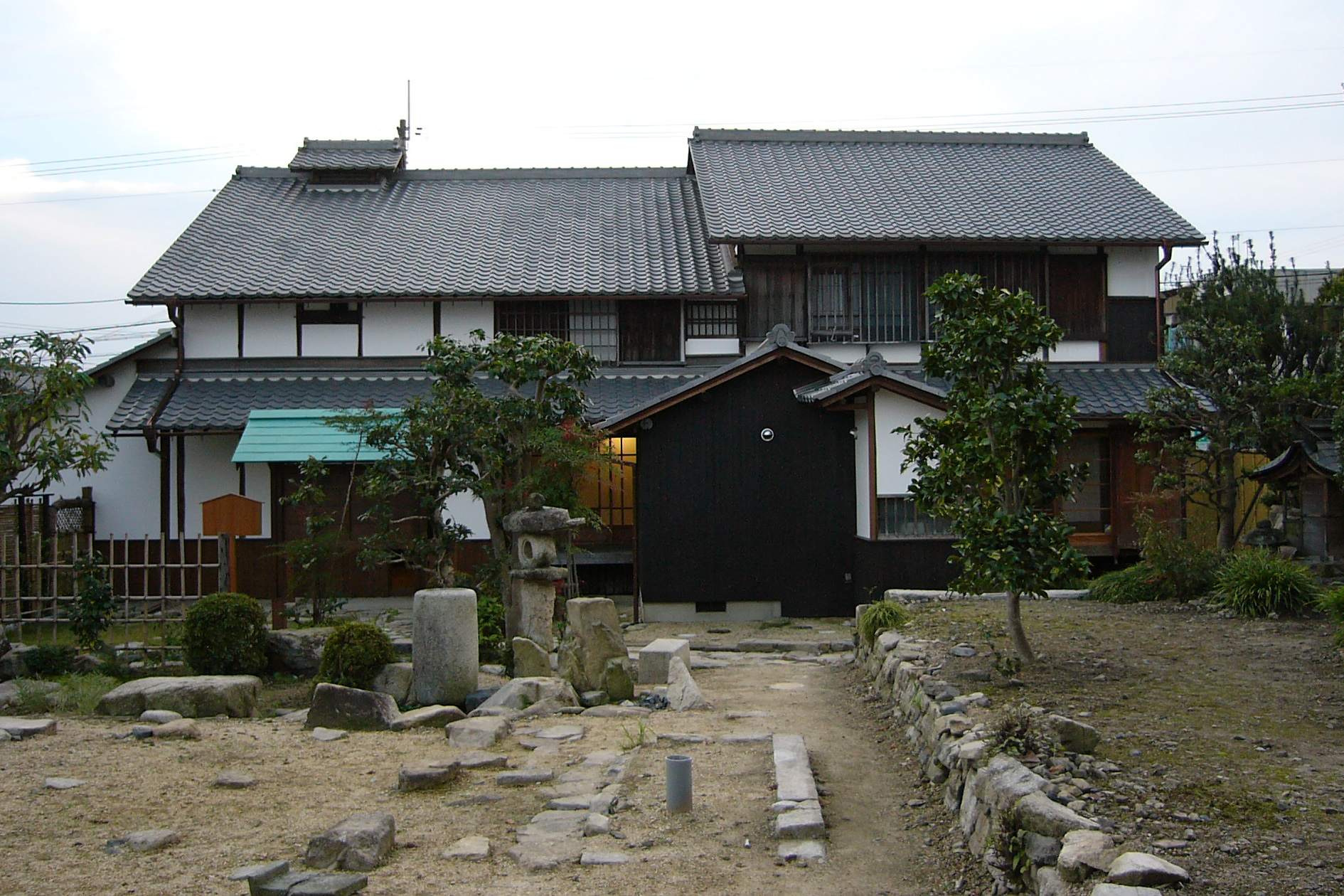
公人屋敷
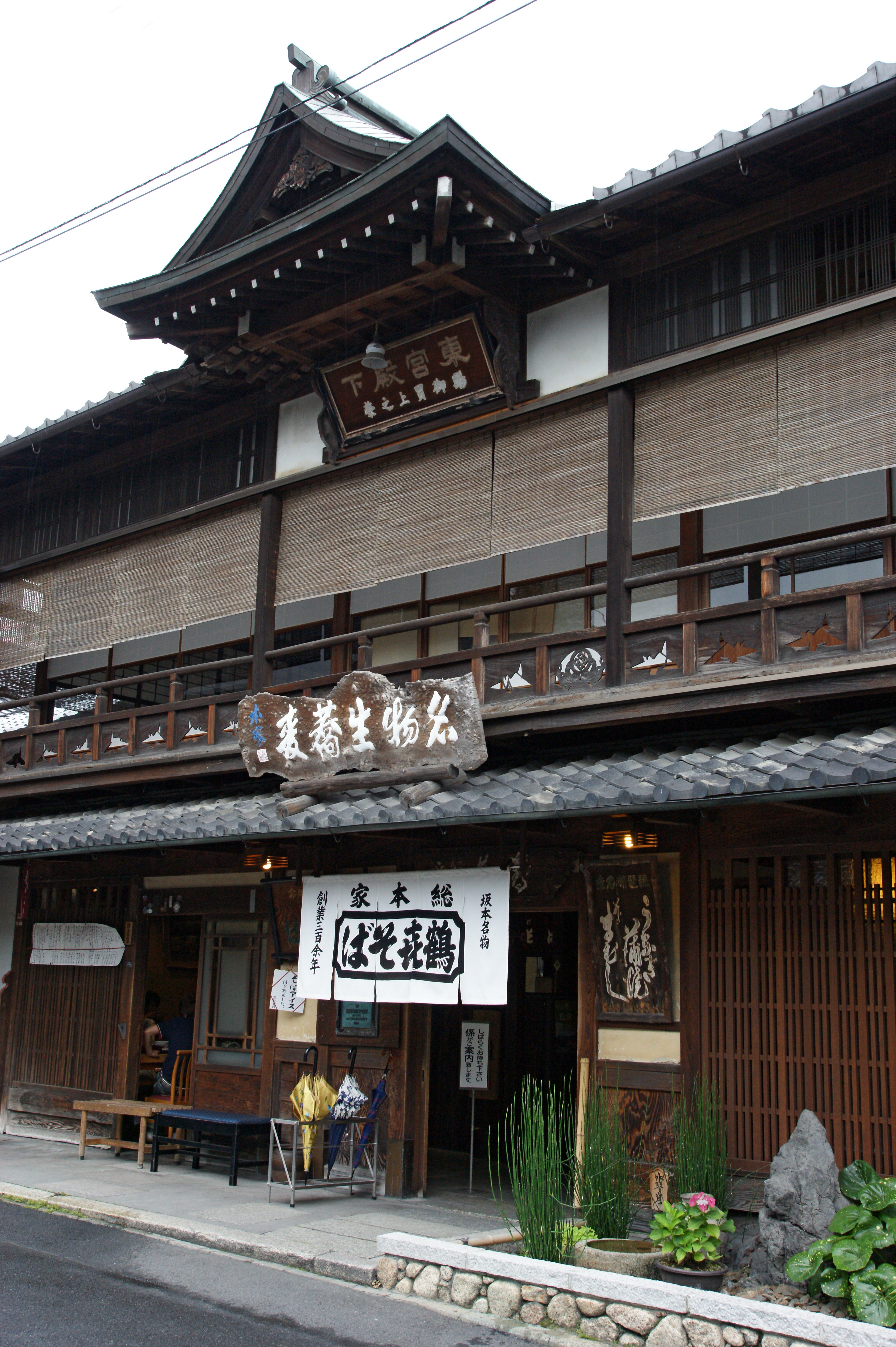
鶴喜そば
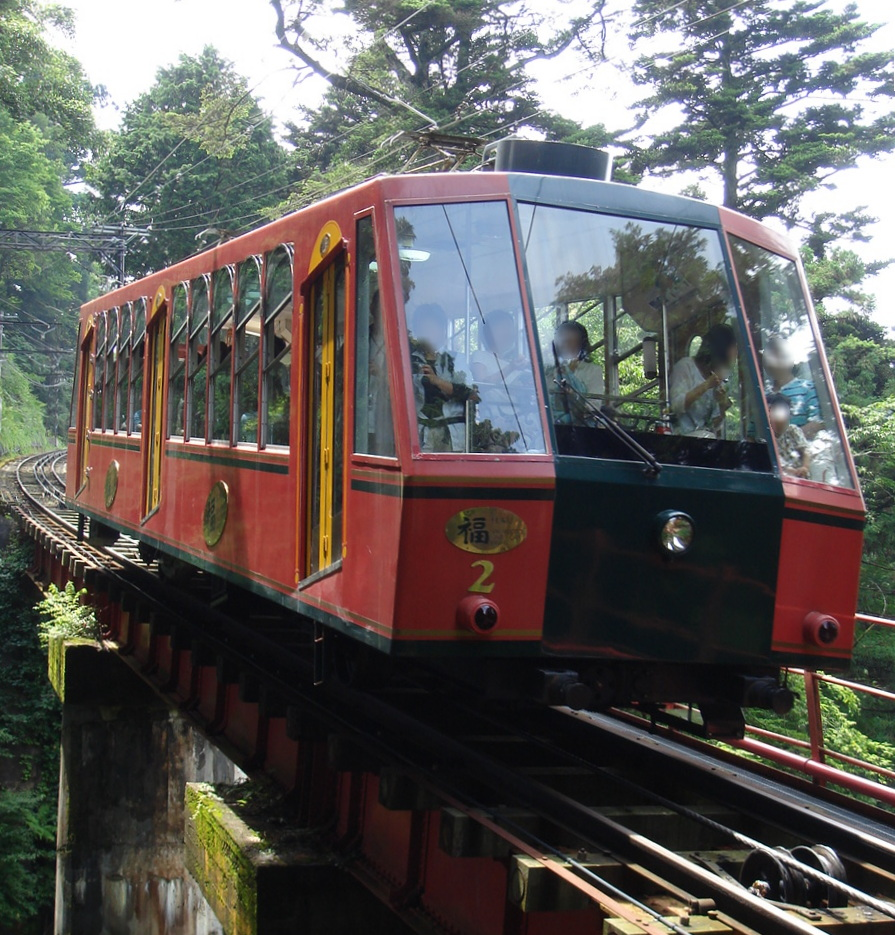
坂本ケーブル

## 地区周辺
- 西教寺

## その他

### 日本郵便
- 郵便番号 : 520-0113[4]（集配局：大津中央郵便局[15]）。